# 美麗島駅
美麗島駅（びれいとうえき）は、台湾高雄市新興区にある高雄捷運紅線と橘線の駅。中山一路と中正三路交差点（大港埔ロータリー/別名は中正路ロータリー）の下に位置し、駅番号はO5／R10。高雄捷運の初期開業路線で唯一の（高雄捷運同士の）乗換駅である。美麗島駅という名称は1979年12月10日に台湾を震撼させた民主化運動の美麗島事件から名付けられている。本駅のパブリックアートはMaestro Narcissus Quagliata（中国語：水仙大師）による祈りを表現した「光之穹頂（The Dome of Light）」と題したステンドグラス作品である。地上の出口は高松伸が設計した。
車内の日本語放送では、当駅を「びれいとう」と音読みで発音しているが、駅構内の放送では「びれいじま」と訓読みで発音しており、読み方の揺れが存在している。

## 歴史
元の計画では大港埔駅の予定であったが、後に美麗島大道（中山路）の計画に合わせて改名された。英語での駅名は美麗島大道（Formosa Boulevard）である。
- 2008年
  - 3月6日 - 主な工程が終わり、4月に埋め戻した。
  - 3月7日 - パブリックアートである「光之穹頂」の完成式典が行われた[4]。
  - 3月9日 - 紅線が開通したが[5]、本駅は未開業で通過扱いであった。
  - 4月28日 - 高雄市議会議長の荘啓旺は美麗島駅が政治的な意味が濃い名称であることから不適切だとし、元の大港埔駅とする事を提案した。高雄市政府捷運局長の李正彬は、美麗島駅の命名の経過を公開し、透明な作業で捷運局がいい加減に決めたのではないと表した[6]。
- 2008年9月14日 - 橘線として正式開業[7]。
- 2008年9月21日 - 橘線の開通式典が行われた[8]。

## 駅構造
地下3階で島式ホーム1面2線（紅線）、相対式ホーム2面2線（橘線）の接続・乗換駅であり、各ホームはホームドアがあり、11箇所の出口を持つ。紅線と橘線の交差は（交差点の）大ロータリー下の円形地下建築で作られている。直径140mの駅構造は世界で2番目に大きな地下円形駅である。橘線部分は幅39m、長さ240m、深さ27mである。高雄市の中心部で道路の要衝である為、施工難易度が高く橘線のコンコースが道路の中央に来るので（島式ホームではなく）単式ホーム2面として個別に改札口を設けた。それ故に橘線のホーム間の連絡は紅線のホーム経由で行く（か一旦改札口を出る）必要がある。

### 駅階層
駅構内の配置が複雑なので、（乗換時に誤って改札口を出てしまう可能性がある為に）改札口を出て15分以内なら追加で費用を払う事無く再度改札口を通って中に入れる。
| 地階                         | 出入口                              | 出入口                                                       |
| 地下1階                      | コンコース階                        | コンコース、穹頂広場（「光之穹頂」所在地，大ロータリー下方） |
| 地下1階                      | コンコース階                        | 案内所、自動券売機、自動改札機、トイレ（2、4、5、7出口脇）   |
| 地下2階                      |                                     |                                                              |
| 乗換階                       | 紅線、橘線乗換区域（橘線1号ホーム） |                                                              |
|                              |                                     |                                                              |
| 単式ホーム、右側のドアが開く |                                     |                                                              |
| 1号ホーム                    | ←■橘線 哈瑪星方面（前金駅）         |                                                              |
| 2号ホーム                    | ■橘線 大寮方面（信義国小駅）→       |                                                              |
| 単式ホーム、右側のドアが開く |                                     |                                                              |
| 乗換階                       | 紅線、橘線乗換区域（橘線2号ホーム） |                                                              |
| 地下3階                      | 1号ホーム                           | ←■紅線 高雄国際機場・小港方面（中央公園駅）                  |
| 地下3階                      | 島式ホーム、左側のドアが開く        |                                                              |
| 地下3階                      | 2号ホーム                           | ■紅線 高雄車站・岡山駅方面（高雄車站駅）→                    |

### 駅出口
出口1、2、3、4は大ロータリーで紅線ホーム南端、出口5、6、7、8は橘線ホーム東端、出口9、10、11は紅線ホーム北端にあり、出口1、3にはバリアフリーのエレベーターがある。
- 出口1：引き菓子道、華南銀行、中正四路（大ロータリー西北）
- 出口2：大同小学校、第一銀行、惠仁病院（大ロータリー西南）
- 出口3：警察局 (新興分局)、中華電信 (光世代広場) （大ロータリー東南）
- 出口4：中山路ウェデイングドレスエリア、中正三路 (西)（大ロータリー東北）
- 出口5：高雄郵便局（中正三路北側）
- 出口6：南華観光夜市（中正三路南側）
- 出口7：中正路ウェデイングドレスエリア（中正三路北側）
- 出口8：土地銀行、中華電信（中正三路南側）
- 出口9：台湾人寿、中山横路（中山一路西側）
- 出口10：高雄二信、六合一路（中山一路東側）
- 出口11：台湾企銀、六合観光夜市（中山一路西側）

## 利用状況
| 年   | 年間      | 年間      | 年間      | 年間     | 1日平均 | 1日平均 |
| 年   | 乗車      | 下車      | 乗下車計  | 出典     | 乗車    | 乗下車  |
| ---- | --------- | --------- | --------- | -------- | ------- | ------- |
| 2008 | 780,374   | 756,262   | 1,536,636 | [ 注 1 ] | 7,651   | 15,065  |
| 2009 | 2,029,335 | 1,894,221 | 3,923,556 | [ * 2 ]  | 5,560   | 10,749  |
| 2010 | 2,098,257 | 1,957,662 | 4,055,919 | [ * 3 ]  | 5,749   | 11,112  |
| 2011 | 2,215,639 | 2,066,855 | 4,282,494 | [ * 4 ]  | 6,070   | 11,733  |
| 2012 | 2,533,651 | 2,383,710 | 4,917,361 | [ * 4 ]  | 6,923   | 13,435  |
| 2013 | 2,677,270 | 2,530,712 | 5,207,982 | [ * 4 ]  | 7,335   | 14,268  |
| 2014 | 2,683,162 | 2,559,237 | 5,242,399 | [ * 4 ]  | 7,351   | 14,363  |
| 2015 | 2,670,550 | 2,585,402 | 5,255,952 | [ * 4 ]  | 7,317   | 14,400  |
| 2016 | 2,849,996 | 2,769,745 | 5,619,741 | [ * 4 ]  | 7,787   | 15,354  |
| 2017 | 2,881,380 | 2,805,453 | 5,686,833 | [ * 4 ]  | 7,894   | 15,580  |
| 2018 | 2,985,726 | 2,914,251 | 5,899,977 | [ * 4 ]  | 8,180   | 16,164  |
| 2019 | 3,377,255 | 3,312,013 | 6,689,268 | [ * 4 ]  | 9,253   | 18,327  |
| 2020 | 2,132,029 | 2,075,044 | 4,207,073 | [ * 4 ]  | 5,825   | 11,495  |

- 統計に関する出典

註釈
1. ↑  9月14日開業後の運営日数は109日だが、統計は有料化開始の9月21日以降102日で算出している[* 1] ）

出典
1. ↑  （繁体字中国語）高雄捷運公司 (2009年1月10日). “高雄都會區大眾捷運系統各站旅運量統計表”.   高雄市政府交通局. p. 頁10. 2019年5月5日閲覧。
2. ↑  （繁体字中国語）“高雄都會區大眾捷運系統各站旅運量統計表 中華民國98年”.   高雄市政府捷運工程局. p. p13 (2009年1月10日). 2019年10月27日閲覧。
3. ↑  （繁体字中国語）“高雄都會區大眾捷運系統各站旅運量統計表 中華民國99年”.   高雄市政府捷運工程局. p. p13. 2019年10月27日閲覧。
4. ↑  （繁体字中国語）“高雄都會區大眾捷運系統各站旅運量-年 依 年, 捷運站別 與 入出站”.   高雄市政府交通局 (2021年3月12日). 2021年3月12日閲覧。 高雄市統計資訊服務網

## 隣の駅
高雄捷運
■紅線
高雄車站駅 - 美麗島駅 - 中央公園駅
■橘線
前金駅 - 美麗島駅 - 信義国小駅